# Východná
Východná es un pueblo que se encuentra en el norte de Eslovaquia, región de Žilina, cerca de los montes Tatras. En el centro de la localidad se levanta un monumento dedicado a las víctimas de la Segunda Guerra Mundial. Cuenta con dos iglesias, una católica y otra evangélica.

## Geografía
La ciudad se encuentra situada a una altura 775 metros sobre el nivel del mar, posee una extensión de 193.698 km² y una población de 2500 habitantes.

## Historia
La primera mención escrita de la localidad data de 1269, por su situación a los pies del monte Kriváň, uno de los símbolos de Eslovaquia.

## Demografía
| Año        | 1994 | 2004    | 2014    | 2024    |
| ---------- | ---- | ------- | ------- | ------- |
| Población  | 2352 | 2336    | 2172    | 2226    |
| Diferencia |      | −0,68 % | −7,02 % | +2,48 % |

| Año        | 2023 | 2024 |
| ---------- | ---- | ---- |
| Población  | 2226 | 2226 |
| Diferencia |      | +0 % |